# Honningmyre
 Denne artikel bør gennemlæses af en person med fagkendskab for at sikre den faglige korrekthed.

Honningmyre er en type af myrer, som bl.a lever i Australien.
Honningmyrerne har deres boer under jordoverfladen i en dybde ned til 2 meter. Nogle af boets honningmyrer har den funktion at opbevare maden for de andre myrer i tørtiden, ved at de spiser så meget, at bagkroppen svulmer op, så den ligner et bær fyldt af gylden honningdug. Denne honningdug er et slags foderlager til andre medlemmer af honningmyrekolonien. Når maden er knap, gylper honningmyrerne denne honningdug op på kommando som føde til andre sultne myrer.
| Dyr | Spire Denne artikel om dyr er en spire som bør udbygges. Du er velkommen til at hjælpe Wikipedia ved at udvide den. |